# Lewis Joachim Edinger
Lewis Joachim Edinger (geboren als Ludwig Joachim Edinger, 1. Februar 1922 in Frankfurt am Main; gestorben am 19. Mai 2008 in New York City) war ein US-amerikanischer Politologe deutscher Herkunft.  

## Leben
Ludwig Joachim Edinger war ein Sohn des Neurologen Friedrich Edinger (1888–1942) und der Historikerin Dora Meyer (1890–1977) und ein Enkel von Ludwig Edinger. Der Bruder Martin starb kurz nach der Geburt, seinem älteren Bruder Wolfgang (1914–1950) gelang die Flucht nach Palästina, sein Vater wurde Opfer des Holocaust. 
Edinger emigrierte 1936 mit seiner Mutter in die USA. Er erlangte 1943 einen A.B. am Wabash College und war von 1943 bis 1946 Soldat der US Air Force. Er erwarb danach einen M.A. an der Columbia University und wurde 1951 promoviert. Edinger heiratete 1950 Hanni Blumenfeld (1921–1998), sie hatten zwei Töchter.
Edinger war von 1947 bis 1949 Instructor an der New York University, dann 1950 Gastprofessor am Sweet Briar College, 1951 Lecturer am Vassar College, 1951 Assistant professor an der Universität North Carolina und 1952 am Air War College. Von 1953 bis 1963 war er Assistant professor und Professor an der Michigan State University und danach an der Washington University in St. Louis. Von 1967 bis 1992 war er schließlich Politikprofessor an der Columbia University in New York City. Zwischendurch war er 1964 und 1980 zu Gastprofessuren an der Universität Bonn und 1989 an der Universität Florenz eingeladen, 1981 war er Fellow am Nuffield College, University of Oxford. Er erhielt Stipendien der Ford Foundation, der Guggenheim Foundation, des Social Science Research Council, der National Science Foundation. Er war Mitglied der American Civil Liberties Union.

## Schriften (Auswahl)

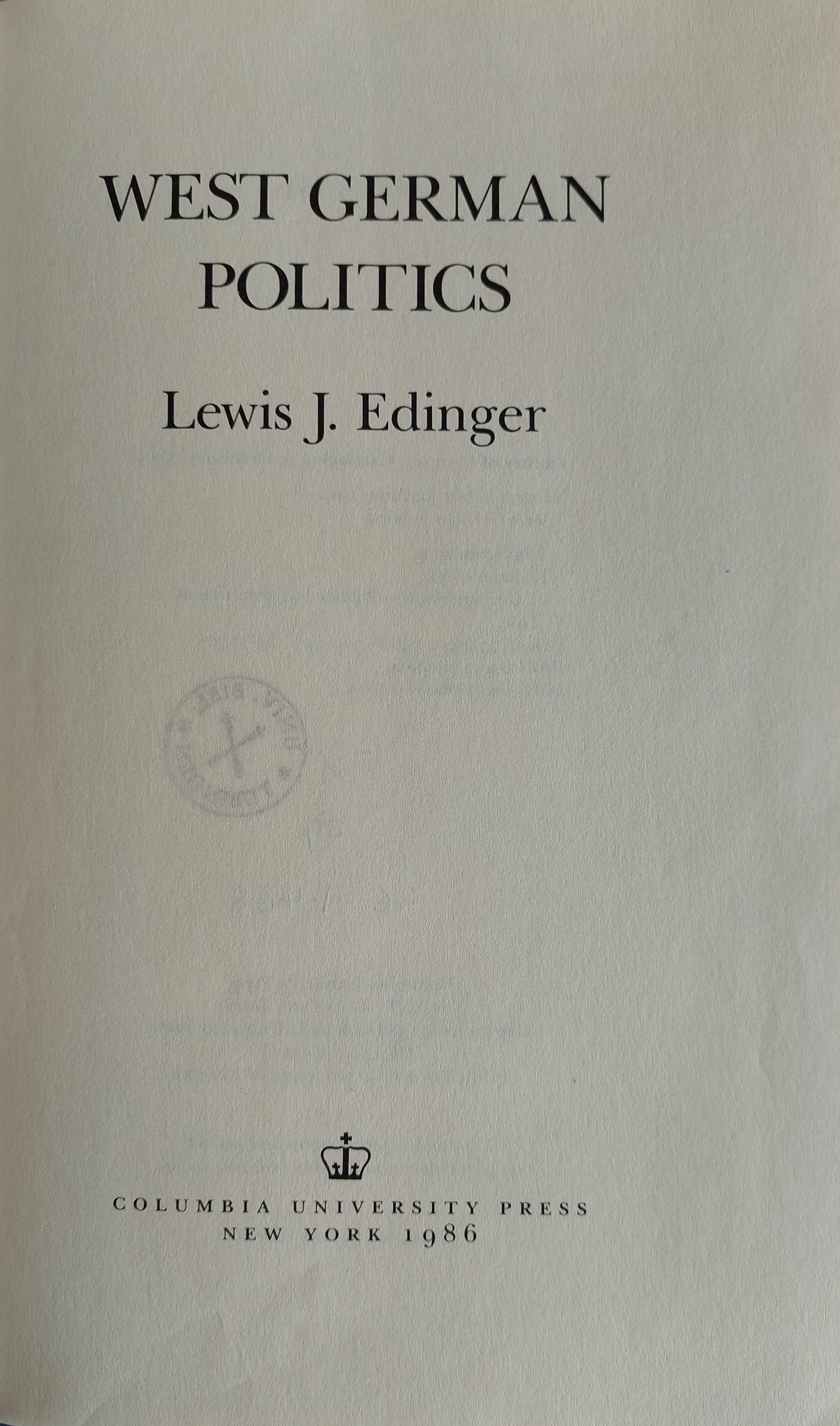
West German politics (1986)

- West German Armament. Alabama: Maxwell Air Force Base, 1955
- German Exile Politics: The Social Democratic Executive Committee in the Nazi Era. Berkeley: Univ. of California Pr., 1956
  - Sozialdemokratie und Nationalsozialismus : der Parteivorstand der SPD im Exil von 1933–1945. Hannover: Goedel, 1960
- Karl W. Deutsch, Lewis J. Edinger: Germany rejoins the powers : mass opinion, interest groups, and elites in contemporary German foreign policy. Stanford, Calif.: Stanford Univ. Pr., 1959
- Post-Totalitarian Leadership: Elites in the German Federal Republic, in: American Political Science Review, 1960, S. 58–147
- Kurt Schumacher : a study in personality and political behavior. Stanford, Calif.: Stanford Univ. Press, 1965
  - Kurt Schumacher : Persönlichkeit und politisches Verhalten. Übersetzung Elisabeth M. Esser. Köln: Westdt. Verl., 1967
- Political Leadership in Industrialized Societies Studies in Comparative Analysis. New York: John Wiley & Sons, 1967
- France, Germany and the Western Alliance: A Study of Elite Attitudes on European Integration and Wold Politics. 1967
- Politics in Germany : attitudes and processes. Boston: Little, Brown & Co., 1968 (West German politics, 1986)
- (Hrsg.): Theory and Method in Comparative Elite Analysis. 1969
- Brigitte L. Nacos, Lewis J. Edinger: From Bonn to Berlin: German Politics in Transition. New York: Columbia University Press, 1998